# Apilophorus
Apilophorus is een geslacht van wantsen uit de familie van de Miridae (Blindwantsen). Het geslacht werd voor het eerst wetenschappelijk beschreven door Hsiao & Ren in 1983.

## Soorten
Het genus is monotypisch en bevat alleen de volgende soort:

- Apilophorus fasciatus Hsiao & Ren, 1983